# Я кажи ми, облаче ле бяло
„Я кажи ми“ или „Я кажи ми, облаче ле бяло“ е стихотворение от Ран Босилек, добило по-широка популярност под името „Облаче ле бяло“. Песента е известна и като своеобразен химн на българите в емиграция. Писателят създава стихотворението през 1916 г. от носталгия по родината, докато е студент по право в Брюксел.
Стихотворението става стара градска песен.

## Текст
| „ | Я кажи ми, облаче ле бяло, отде идеш, де си ми летяло? Не видя ли бащини ми двори и не чу ли майка да говори: "Що ли прави мойто чедо мило, с чужди хора, чужди хляб делило?" Ти кажи ѝ, облаче ле бяло, жив и здрав че тук си ме видяло. И носи от мене много здраве. Много мина, мъничко остана. Наближава в село да се върна, да се върна - майка да прегърна. | “ |